# North American Soccer League 1973
La temporada 1973 de la North American Soccer League (NASL) fue la 6.ª edición realizada de la primera división del fútbol en los Estados Unidos y Canadá. Los Philadelphia Atoms fueron los campeones de la liga luego de vencer en la final por 2 a 0 al Dallas Tornado.

## Equipos participantes
- Atlanta Apollos (Anteriormente como los Atlanta Chiefs)
- Dallas Tornado
- Montreal Olympique
- Miami Toros (Anteriormente como los Miami Gatos)
- New York Cosmos
- Philadelphia Atoms (Nuevo equipo)
- Rochester Lancers
- Saint Louis Stars
- Toronto Metros

## Tabla de posiciones
Sistema de puntos: 6 puntos por una victoria, 3 por un empate, ninguno por una derrota, y 1 punto adicional a cualquier encuentro disputado que haya marcado hasta 3 goles en un partido.

### División del este
| Pos. | Equipos            | PJ | G | E | P | GF | GC | Dif. | Pts. |
| ---- | ------------------ | -- | - | - | - | -- | -- | ---- | ---- |
| 1    | Philadelphia Atoms | 19 | 9 | 8 | 2 | 29 | 14 | +15  | 104  |
| 2    | New York Cosmos    | 19 | 7 | 7 | 5 | 31 | 23 | +8   | 91   |
| 3    | Miami Toros        | 19 | 8 | 6 | 5 | 26 | 21 | +5   | 88   |

     Clasifica a la fase final.

### División del norte
| Pos. | Equipos            | PJ | G | E | P  | GF | GC | Dif. | Pts. |
| ---- | ------------------ | -- | - | - | -- | -- | -- | ---- | ---- |
| 1    | Toronto Metros     | 19 | 6 | 9 | 4  | 32 | 18 | +14  | 89   |
| 2    | Montreal Olympique | 19 | 5 | 4 | 10 | 25 | 32 | -7   | 64   |
| 3    | Rochester Lancers  | 19 | 4 | 6 | 9  | 17 | 27 | -10  | 59   |

     Clasifica a la fase final.

### División del sur
| Pos. | Equipos         | PJ | G  | E | P | GF | GC | Dif. | Pts. |
| ---- | --------------- | -- | -- | - | - | -- | -- | ---- | ---- |
| 1    | Dallas Tornado  | 19 | 11 | 4 | 4 | 36 | 25 | +11  | 111  |
| 2    | St. Louis Stars | 19 | 7  | 5 | 7 | 27 | 27 | 0    | 82   |
| 3    | Atlanta Apollos | 19 | 3  | 7 | 9 | 23 | 40 | -17  | 62   |

     Clasifica a la fase final.

## Fase final

### Semifinales
| Fecha        |                    | Resultado |                 |
| ------------ | ------------------ | --------- | --------------- |
| 15 de agosto | Dallas Tornado     | 1 - 0     | New York Cosmos |
| 18 de agosto | Philadelphia Atoms | 3 - 0     | Toronto Metros  |

### Final
| Fecha        |                    | Resultado |                |
| ------------ | ------------------ | --------- | -------------- |
| 25 de agosto | Philadelphia Atoms | 2 - 0     | Dallas Tornado |

| Bandera de Estados Unidos            |
| Campeón Philadelphia Atoms 1º título |

## Goleadores
| Jugador          | Equipo             | Goles | Puntos |
| ---------------- | ------------------ | ----- | ------ |
| Kyle Rote        | Dallas Tornado     | 10    | 30     |
| Warren Archibald | Miami Toros        | 12    | 29     |
| Andy Provan      | Philadelphia Atoms | 11    | 28     |

## Premios

### Reconocimientos individuales
- Jugador más valioso

 Warren Archibald (Miami Toros)
- Entrenador del año

 Al Miller (Philadelphia Atoms)
- Novato del año

 Kyle Rote (Dallas Tornado)